# Jean Six
Jean Six ,  mort le 11 octobre  1586, est un  prélat belge du XVIe siècle.

## Biographie
Jean Six est curé de Saint-Étienne de Lille et  chanoine de Saint-Omer et y est évêque de 1581 à 1586.